# Алдеяш (Армамар)
Алдеяш (порт. Aldeias) — район (фрегезия) в Португалии, входит в округ Визеу. Является составной частью муниципалитета Армамар. По старому административному делению входил в провинцию Траз-уш-Монтиш и Алту-Дору. Входит в экономико-статистический субрегион Дору, который входит в Северный регион. Население составляет 376 человек на 2001 год. Занимает площадь 5,34 км².